# Neith (astronomia)
Neith è un ipotetico satellite del pianeta Venere, avvistato da vari astronomi a partire dal XVII secolo, arrivando infine alla conclusione che esso in realtà non è mai esistito.

## Storia delle osservazioni

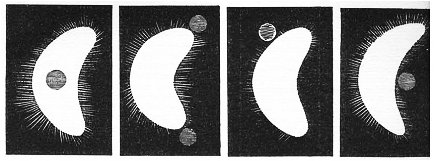
Disegno di un'osservazione di Francesco Fontana, che mostrerebbe l'ipotetica luna di Venere.

Nel 1645, Francesco Fontana, astronomo costruttore di telescopi, sostenne di aver visto per quattro volte uno o più satelliti nei dintorni di Venere, tra il 1645 e l'inizio del 1646.
Nel 1672, Giovanni Cassini notò un piccolo corpo celeste vicino a Venere: ciò nonostante, decise di non divulgare la notizia. Quando però 14 anni dopo, nel 1686, lo rivide, Cassini diede l'annuncio formale dell'esistenza di un possibile satellite di Venere, dal diametro pari a circa un quarto rispetto a quello del pianeta stesso.
Durante un arco di tempo abbastanza lungo, altri osservatori sostennero di aver visto il satellite: James Short nel 1740; Andreas Mayer nel 1759; Joseph Louis Lagrange nel 1761 (il quale affermò che Neith seguiva un'orbita perpendicolare all'eclittica)
; vi furono 18 avvistamenti nel 1761 da parte di ben 5 diversi osservatori, (tra cui Scheuten, che il 6 giugno 1761 notò un piccolo punto che seguiva Venere in quel momento in transito davanti al disco solare); 8 avvistamenti nel 1764; Christian Horrebow nel 1768.
L'ultimo avvistamento fu del 13 agosto 1892 da parte di Edward Emerson Barnard, che registrò un oggetto di settima magnitudine vicino a Venere.
A sostegno degli avvistamenti, ci furono anche altri due astronomi: il tedesco Johann Heinrich Lambert e il belga M. Houzeau. Il primo pubblicò gli elementi orbitali del satellite nel Berliner Astronomischer Jahrbuch del 1777: distanza media pari a 66,5 volte il raggio di Venere, periodo orbitale di 11 giorni e 3 ore, inclinazione sull'eclittica di 64 gradi. Il secondo, ex direttore dell'Osservatorio Reale del Belgio, suggerì che il satellite di Venere non fosse affatto tale ma che si trattasse di un vero e proprio pianeta che ruotava intorno al sole con un periodo di 283 giorni e che si trovava in congiunzione con Venere ogni 1080 giorni, in accordo con le osservazioni fatte. Si deve a Hozeau anche il nome Neith dato a questo oggetto: tale nome deriva da quello della omonima divinità egizia patrona di Sais, località sul delta occidentale del Nilo.

## Confutazioni
Molti astronomi contemporanei agli osservatori precedentemente citati non riuscirono mai ad osservare il satellite di Venere.
Nel 1766 il direttore dell'osservatorio di Vienna, il padre gesuita Maximilian Hell, pubblicò un trattato nel quale dichiarava che tutte le osservazioni del satellite erano illusioni ottiche: l'immagine di Venere era così luminosa che veniva riflessa dall'occhio per poi rientrare nel telescopio e creare una immagine secondaria di scala più piccola.
Nel 1768, neanche il celebre astronomo William Herschel riuscì nella sua osservazione.
Nel 1887, l'Accademia Belga delle Scienze pubblicò una ricerca che analizzava i vari avvistamenti registrati nel tempo. In ultima analisi, venne sostenuta la tesi che la maggior parte degli stessi poteva essere spiegata con la presenza di stelle che si trovavano in prossimità di Venere. Roedkier era stato ingannato nella sua osservazione dalla sequenza di stelle χ Orionis, M Tauri, 71 Orionis e ν Geminorum. James Short aveva visto una stella poco luminosa che non raggiungeva magnitudine otto. I calcoli orbitali di Lambert si rivelarono sbagliati. Anche l'ultimo avvistamento che si era avuto fino a quel momento, quello di Horrebow del 1768, era da attribuire a una stella, la θ Librae.